# Segreti segreti
Segreti segreti è un film del 1985 diretto da Giuseppe Bertolucci.

## Trama
A Venezia, un terzetto di terroristi, guidati da una donna, Laura, uccide un giudice. Uno dei tre ha una crisi, la donna lo elimina. In Irpinia, una ragazza partecipa ai funerali del suo fratellastro, il terrorista ucciso. Il capo del gruppo di terroristi giunge a una villa veneta, dove viene accolta dalla sua vecchia governante. L'incontro tra le due donne è tenero e commovente, ma la governante capisce che c'è qualcosa che non va. Presto si rende conto che la terrorista ricercata è la giovane donna. Nel frattempo Marta, la madre di Laura assiste l'amica Renata, che ha appena tentato il suicidio. Nella clinica dov'è ricoverata la donna arriva anche Laura. Renata e Laura scherzano insieme.
Rosa, la sorellastra del terrorista ucciso, viene convocata in procura dalla giudice Giuliana, che le consegna gli oggetti personali della vittima. Le descrive la donna che stanno ricercando, il cui identikit corrisponde a Laura. Intanto Laura distrugge i documenti che potrebbero comprometterla. Sente suonare alla porta: è Rosa. Non le apre e la segue alla stazione; Rosa sta tornando in Irpinia. La mancata suicida sta per essere dimessa dalla clinica. La madre di Laura, vedova, ha un anziano amante che l'aspetta sotto casa. 
Si accordano per un viaggio insieme a Parigi ma la madre di Laura, tornata a casa, trova l'abitazione perquisita dai carabinieri, che cercano prove contro Laura. La madre non parla; ha un appuntamento con la figlia per andare all'aeroporto.
Il mattino seguente arriva l'auto con Laura, Renata e Francesca (figlia di Renata). Marta, disperata, si getta dalla finestra. Laura viene arrestata dai carabinieri sotto gli occhi delle amiche. A casa sua la giudice Giuliana scopre dalla figlia che il marito la tradisce. La attendono alla caserma dei carabinieri per interrogare Laura. Controvoglia si reca all'interrogatorio; senza nemmeno il bisogno di chiedere, Laura le fa subito i nomi dei complici.

## Produzione
Le riprese si sono svolte a Roma, Belluno, Venezia e Avellino.

## Distribuzione
Il film è stato distribuito nelle sale italiane il 15 marzo 1985.

## Riconoscimenti
- 1985 - David di Donatello
  - Migliore attrice protagonista a Lina Sastri
  - Nomination Miglior montaggio a Nino Baragli
  - Nomination Migliore attrice protagonista a Lea Massari
  - Nomination Miglior produttore a Gianni Minervini (Istituto Luce)
- 1985 - Nastro d'argento
  - Miglior soggetto a Giuseppe Bertolucci